# 鄭槰
鄭槰（越南语：／；1749年8月25日—1791年5月16日）是後黎朝末期的政治、軍事人物，也是鄭氏政權的末代領袖，1786年至1787年在位。

## 生平
鄭槰是鄭的次子，景興十年七月十三日（1749年8月25日）出生。初封桂郡公。景興四十三年（1782年），晉封都將太傅宗人府宗人令柱國琨郡公（越南语：／），為人慈和寬厚，受人擁戴。鄭森的寵愛妃子鄧氏惠及愛子鄭檊，鄭檊體弱多病；而鄭森又討厭嫡長子鄭棕，因此曾有將鄭槰收為養子的意圖，一旦鄭檊夭死，就以鄭槰嗣位。但不久鄭森就逝世了，因此未成功。鄭棕發動政變成為鄭主時，鄭檊的支持者曾試圖挾持鄭槰為王，但鄭槰出奔鄭棕的王府盡訴此事，得免於禍。
景興四十七年（1786年），西山軍阮惠派遣部將武文任、阮有整北伐，擒鄭主鄭棕。西山軍擁立黎愍帝為帝，隨後阮惠撤軍，將越南北方的統治權交給黎愍帝。但此時鄭主的支持者勢力依然很大。
鄭棕被俘後，為了避免受到西山軍的侮辱，自殺身亡。鄭棕的兒子年幼，而王親卿郡公鄭橋又年老，因此琨郡公鄭槰和瑞郡公鄭棣（鄭森的弟弟）成為了新王最合適的人選。
鄭棣得知阮惠撤軍後，在文江縣舉兵，進據昇龍，自稱鄭主。但鄭棣的專橫跋扈引起了黎愍帝的不滿。當時鄭槰隱居於彰德縣，黎愍帝陰詔鄭槰入京。鄭槰從彰德縣起兵，攻入昇龍，驅逐了鄭棣。
該年八月十二日（1786年10月3日），鄭槰在鄭氏舊臣丁錫壤等人的支持下，要求黎愍帝重立鄭氏之祀。在眾多鄭氏舊臣的壓力下，黎愍帝遂封其為元帥總國政晏都王（越南语：／）。
黎愍帝與鄭槰不睦，鄭槰欲廢愍帝，另立黎朝宗室為帝。黎愍帝遂密令鎮守乂安的阮有整征討鄭槰。十二月，阮有整奉命伐鄭，再次攻佔昇龍，焚鄭王之府。鄭槰遁逃，出家為僧，鄭氏政權覆滅。
昭統二年（1788年），後黎朝被推翻，黎愍帝在清朝的支持下復位。鄭槰得知後，曾前往昇龍謁見黎愍帝，受到愍帝的禮遇。不過次年清軍戰敗，黎愍帝出奔清朝，鄭槰也隱匿民間。此後鄭槰的名字不見於正史記載。根據《鄭氏世家》的說法，鄭槰於景興辛亥年四月十四日（1791年5月16日）逝世於哀牢的古隴。

## 家族
- 父：裕祖順王鄭
- 母：莊淑太妃黎氏玉清

- 妻：[1]
  - 妙正正妃阮氏玉圓
  - 莊潔淑妃馮氏玉然
  - 淑妃裴氏

- 子女：[1]
  - 憲郡公鄭栻（淑妃馮氏生）
  - 槏郡公鄭槏（淑妃馮氏生）
  - 捷郡公鄭捷（淑妃裴氏生）
  - 靈郡公鄭楈，嘉隆元年九月主鄭主祭祀[2]
  - 郡主鄭氏玉榕（淑妃馮氏生，嫁起武侯阮廷超）
  - 郡主鄭氏玉銀（淑妃馮氏生，嫁溪武侯黃崇溪）
  - 郡主鄭氏玉採（嫁陳璲）

## 腳註
1. ↑  〈鄭氏世家〉原文作「辛亥年，王西奔古隴冊隸錦水縣，意圖恢復，為蠻獠謀反，是年四月十四日王薨於陽舍社。」，而景興辛亥干支則為五十二年（阮主沿用）或西山朝光中四年。